# Pjotr Nikolajewitsch Wosnessenski

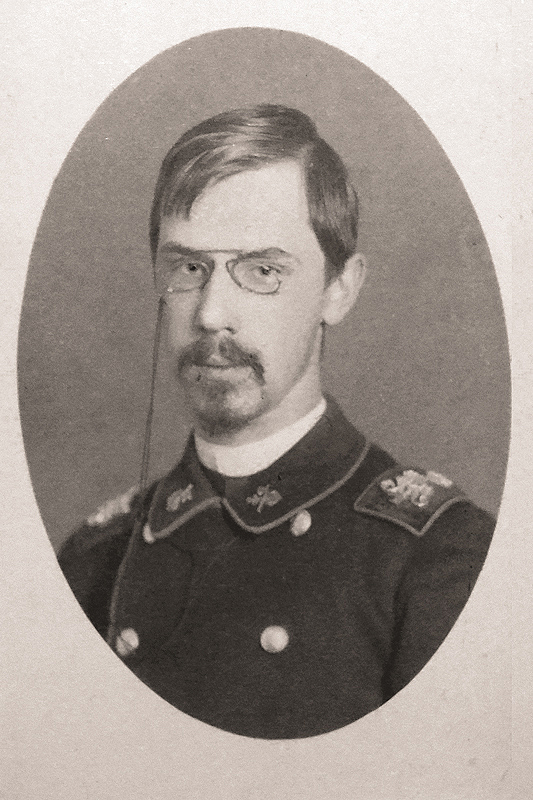
Pjotr Nikolajewitsch Wosnessenski (1889)

Pjotr Nikolajewitsch Wosnessenski (russisch Пётр Николаевич Вознесенский; * 11. Dezemberjul. / 23. Dezember 1867greg. in St. Petersburg; † 12. Januarjul. / 25. Januar 1918greg. in Petrograd) war ein russischer Verkehrs- und Brücken-Bauingenieur.

## Leben
Wosnessenski, Sohn des Gerichtssekretärs Nikolai Petrowitsch Wosnessenski (1829–1893), besuchte das Gymnasium und studierte am Kaiser-Alexander-I.-Institut für Verkehrswesen mit Abschluss 1891 als Verkehrsingenieur.
Nach der Anstellung im Verkehrsministerium 1893 wurde Wosnessenski 1894 Ingenieur für die Trassierung der Eisenbahnstrecken Ostrolenka-Tluschtsch, Tluschtsch-Garwolin und Lublin-Łuków. Als Ingenieur VIII. Klasse wurde er 1897 Leiter der Trassierungsgruppen des kachetischen Zweigs der Transkaukasischen Eisenbahn.

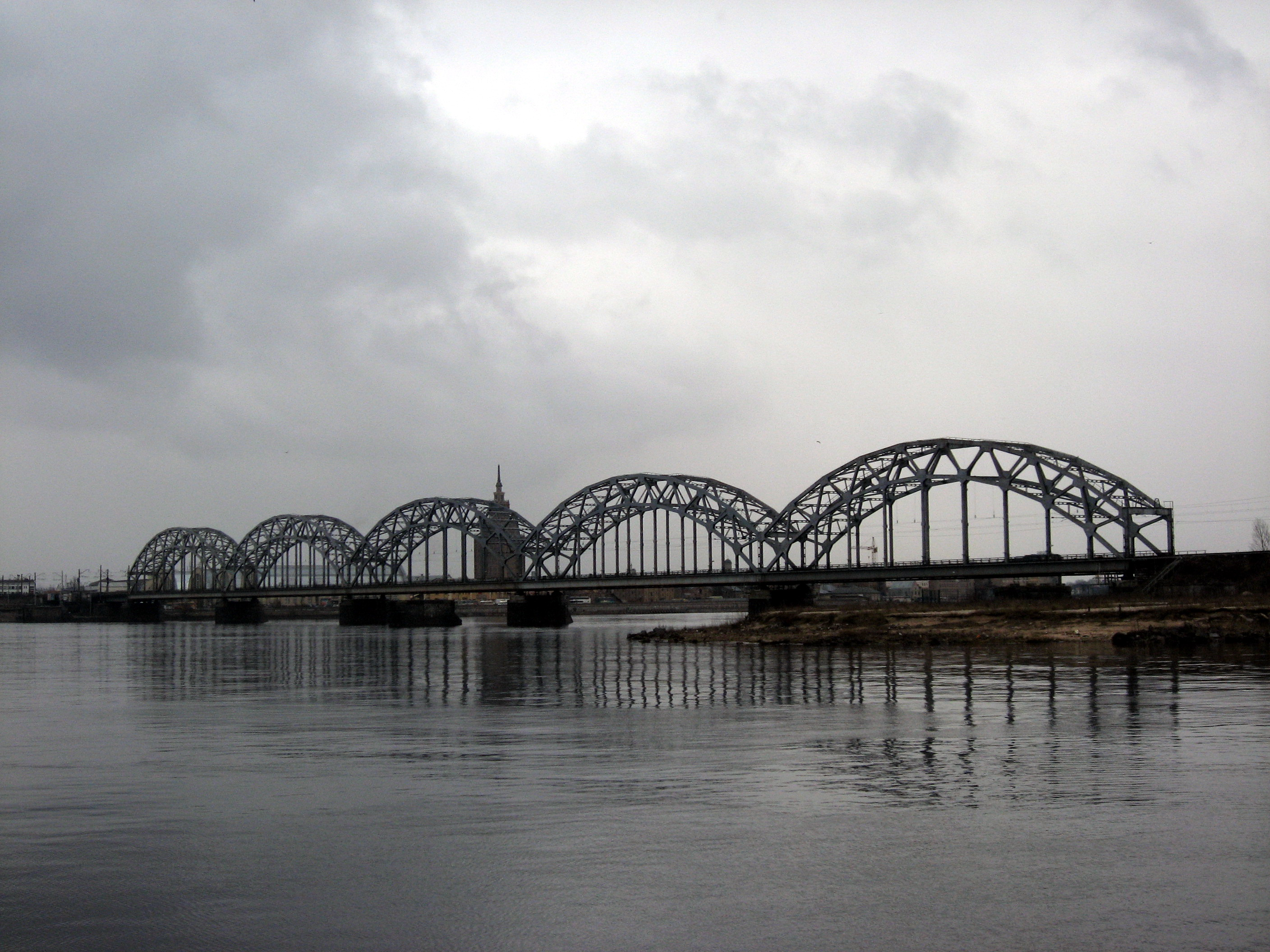
Rigaer Eisenbahnbrücke

Ab 1905 überwachte Wosnessenski die neuen Arbeiten der Warschau-Wiener Eisenbahn und ab 1913 den Bau der Hafenanlagen der Wladikawkaser Eisenbahngesellschaft. Sein bekanntestes Werk ist die zweigleisige Eisenbahnbrücke über die Düna in Riga (1902–1914 zusammen mit dem Architekten Alexander Ernestowitsch Schieber). Sein Projekt eines Tunnels unter der Wolga für die Sysran-Wjasma-Eisenbahn wurde durch den Ersten Weltkrieg verhindert. Weitere Projekte waren eine Holzbrücke über den Dnepr bei Orscha für die Armee und eine zweistöckige Stahl-Brücke über die Wolga bei Saratow. Sein letztes Werk war die detaillierte Ausarbeitung des Projekts der Brücke über den Dnepr bei Rogatschow (1917). 1915 war er zum Ingenieur V. Klasse entsprechend einem Staatsrat (5. Rangklasse) ernannt worden.
Wosnessenski war verheiratet und hatte drei Kinder.

## Ehrungen
- Russischer Orden der Heiligen Anna III. Klasse, II. Klasse
- Sankt-Stanislaus-Orden II. Klasse